# Francourville
Francourville é uma comuna francesa na região administrativa do Centro, no departamento Eure-et-Loir. Estende-se por uma área de 18,3 km². Em 2010 a comuna tinha 841 habitantes (densidade: 46 hab./km²).